# Lorena A. Hickok
Lorena A. Hickok née le 7 mars 1893 à East Troy, dans le Wisconsin, décédée le 1er mai 1968 est une journaliste et écrivaine américaine, notamment connue pour son roman L'Histoire d'Helen Keller et ses échanges épistolaires avec Eleanor Roosevelt.

## Biographie
Lorena A. Hickok est née le 7 mars 1893 à East Troy d'un crémier et d'une couturière. Violence et instabilité caractérisèrent son enfance. Elle écrivit dans les journaux, d'abord dans les nouvelles de Battle Creek. Durant la Première Guerre mondiale, elle fut engagée par le Minneapolis Tribune. Peu de temps après, elle s'installa à New York. Elle mourut en 1968, après avoir écrit six biographies (dont celle d'Helen Keller).
Pendant trente ans, Eleanor Roosevelt échangea 3 300 lettres avec Lorena A. Hickok. Selon le patron du FBI, J. Edgar Hoover, qui peut ainsi faire pression sur le président des États-Unis, cette amitié passionnée serait en fait une relation amoureuse ; la presse évoque également cette relation.
Depuis la parution de la biographie de référence sur Eleanor Roosevelt par Blanche Wiesen Cook (trois volumes, en particulier le second) et l'ouvrage décisif de Susan Quinn, Eleanor and Hick, la relation homosexuelle entre Eleanor et Lorena Hickok ne fait plus débat.[réf. nécessaire]

## Publications

### Biographies et essais
- Reluctant First Lady - Primary Source Edition, éd Nabu Press, 2014,
- One Third of a Nation: Lorena Hickok Reports on the Great Depression, coécrit avec Richard Lowitt et Maurine H. Beasley, éd. University of Illinois Press, 1981,
- Eleanor Roosevelt: Reluctant First Lady, éd.  Dodd Mead, 1981,
- The Road to the White House FDR The Pre-Presidential Years, éd. Scholastic, 1963,
- The Touch of Magic: The Story of Helen Keller's Great Teacher, Anne Sullivan Macy, éd. Dodd, Mead, & Co., 1961,ou l'histoire d'Helen Keller
- The Story of Eleanor Roosevelt, éd. Grosset & Dunlap, 1958,
- The Story of Franklin D. Roosevelt, éd. Grosset & Dunlap, 1956,

### Correspondance
- Empty without You: The Intimate Letters of Eleanor Roosevelt & Lorena Hickok, éd. Free Press, 1998,

## Dans la fiction
- Dans la série télévisée The First Lady (2022), son rôle est interprété par Lily Rabe.